# Petra Fuhrmann

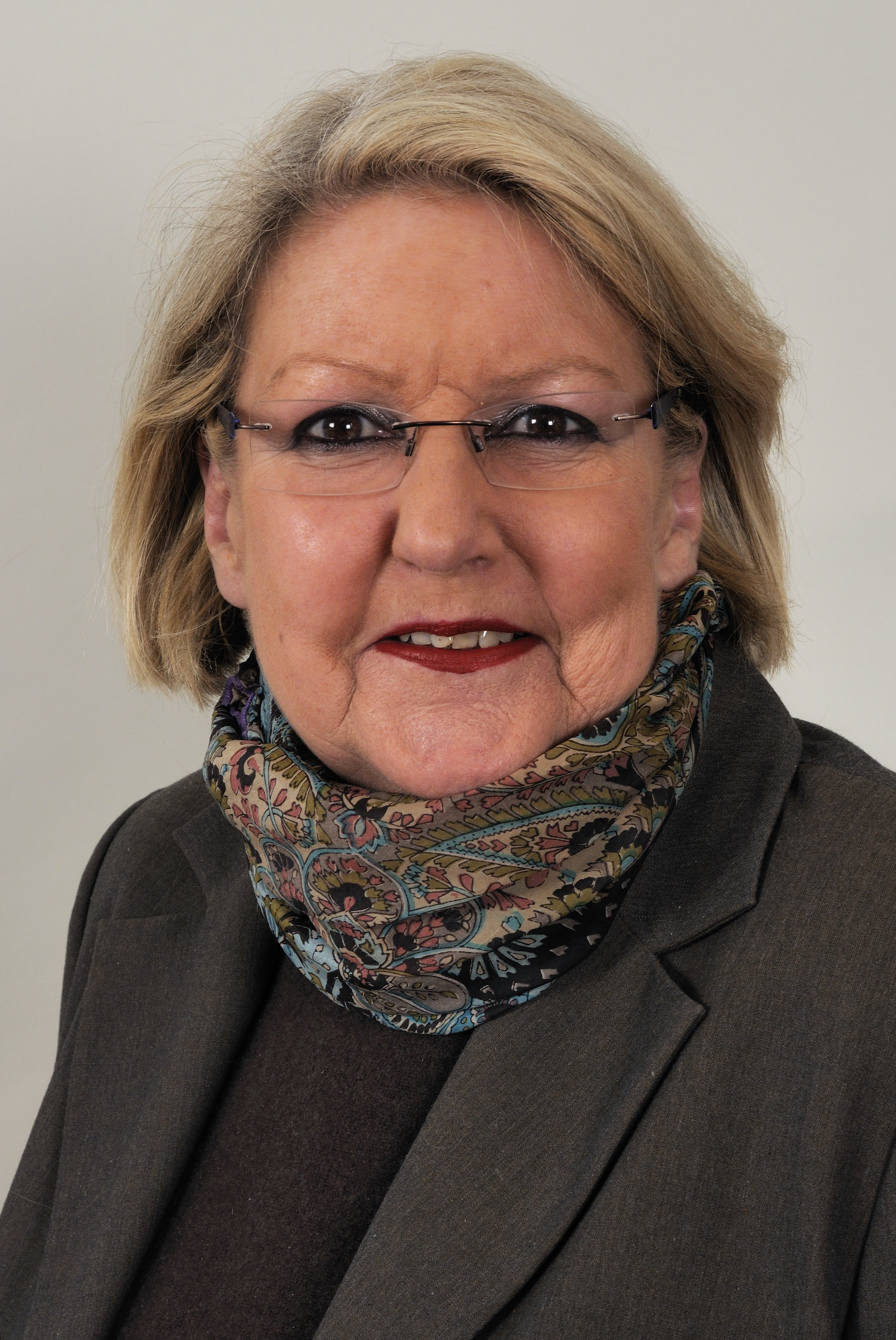
Petra Fuhrmann (2013).

Petra Fuhrmann (* 19. Oktober 1955 in Wiesbaden als Petra Heim; † 22. Juli 2019 in Paderborn) war eine deutsche Politikerin (SPD) und von 1991 bis 2014 Mitglied des Hessischen Landtags.

## Leben
Petra Fuhrmann studierte Politikwissenschaft und Chemie an der TH Darmstadt. Nach dem Staatsexamen im Jahr 1982 war sie zunächst in der Erwachsenenbildung tätig. Außerdem arbeitete sie als Mitarbeiterin einer Europaabgeordneten sowie als 2. Frauenbeauftragte der Landeshauptstadt Wiesbaden.
In den Jahren 1991 bis 1994 leitete sie das Parlamentsreferat im Hessischen Ministerium für Frauen, Arbeit und Sozialordnung. Von 1994 bis 2014 war Fuhrmann Mitglied des Hessischen Landtags. Als Direktkandidatin im Wahlkreis Hochtaunus I unterlag sie zwar jeweils den CDU-Kandidaten, wurde aber über die Landesliste gewählt. Die Schwerpunkte ihrer Arbeit waren Sozial-, Gleichstellungs- und Finanzpolitik. Fuhrmann war frauen- und arbeitsmarktpolitische Sprecherin der SPD-Landtagsfraktion.
Darüber hinaus war sie Mitglied des SPD-Parteirats, des Bezirksvorstands der SPD Hessen-Süd und des Landesvorstands der SPD Hessen und war Vorsitzende der Arbeitsgemeinschaft sozialdemokratischer Frauen (AsF) im SPD-Bezirk Hessen-Süd.
Petra Fuhrmann lebte in Friedrichsdorf im Taunus. Sie starb im Juli 2019.